# مايكل بران
مايكل بران (Michaël Brun) من مواليد 19 مايو 1992. هو دي جي ومنتج موسيقى هاييتي .

## روابط خارجية
- مايكل بران على موقع ميوزك برينز (الإنجليزية)
- مايكل بران على موقع ديسكوغز (الإنجليزية)